# Labyrinth (Antarktika)
Das Labyrinth ist eine ausgedehnte und durch Erosion stark zerfurchte Hochebene im ostantarktischen Viktorialand. Sie liegt am westlichen Ende des Wright Valley am Fuße des Oberen Wright-Gletschers.
Teilnehmer einer von 1958 bis 1959 dauernden Kampagne im Rahmen der neuseeländischen Victoria University’s Antarctic Expeditions benannten sie so, da das zerfurchte Doleritgestein der Ebene das Aussehen eines Labyrinths verleiht.